# Răchițaua
Răchițaua – wieś w Rumunii, w okręgu Hunedoara, w gminie Bătrâna. W 2011 roku liczyła 10 mieszkańców.